# Sönke Rix

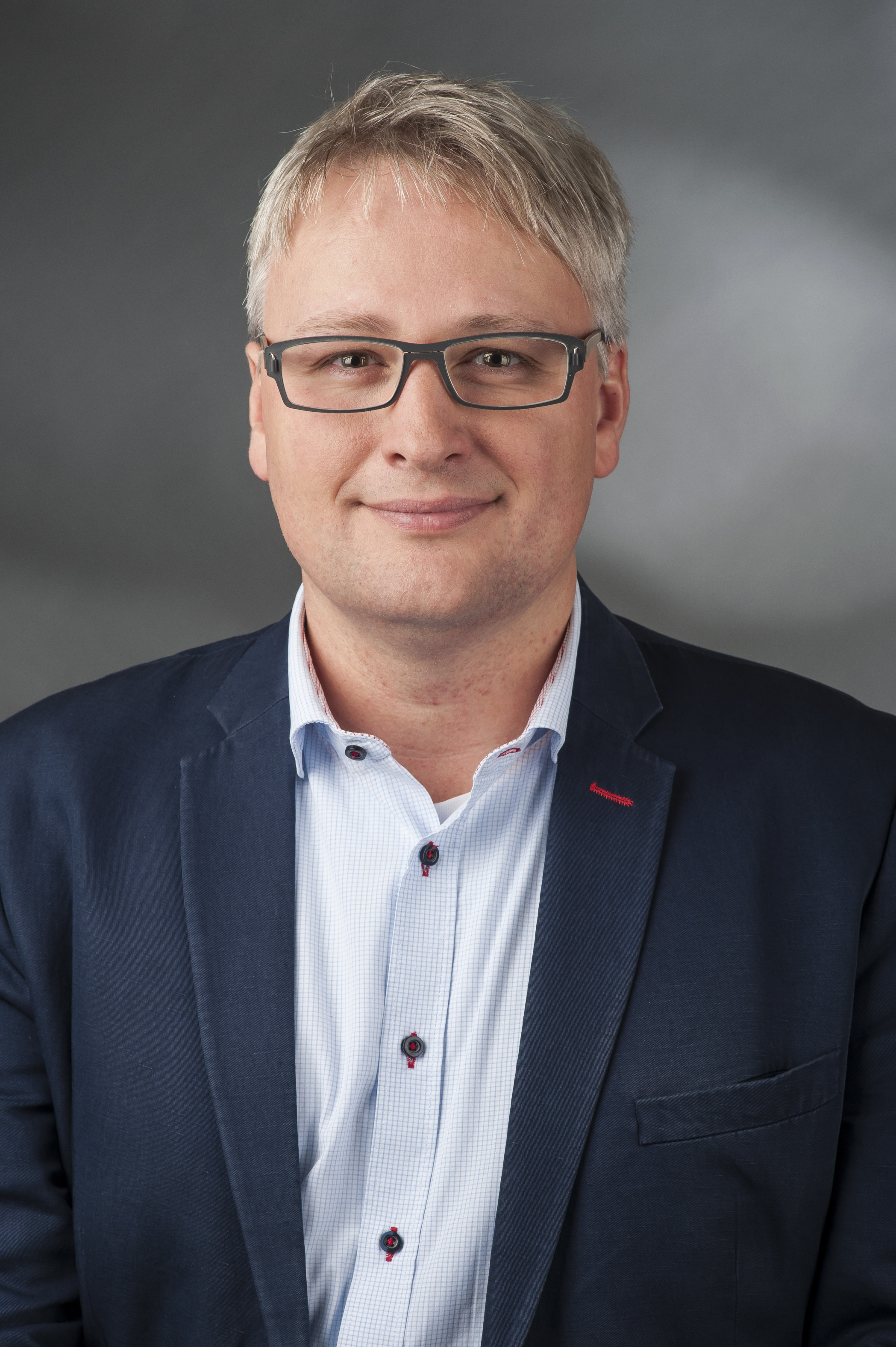
Sönke Rix (2014)

Sönke Rix (* 3. Dezember 1975 in Eckernförde) ist ein deutscher Politiker (SPD). Er war von 2005 bis 2025 Mitglied des Bundestags und von 2021 bis 2025 stellvertretender Fraktionsvorsitzender der SPD-Bundestagsfraktion.

## Leben und Beruf
Nach der Mittleren Reife 1993 an der Gudewerdt-Realschule in Eckernförde besuchte Rix die Fachschule für Sozialpädagogik in Kiel, die er 1996 als staatlich anerkannter Erzieher beendete. Anschließend leistete er den Zivildienst ab und war danach als Erzieher bzw. Fachkraft für Arbeits- u. Berufsförderung in Eckernförde tätig.
Sönke Rix ist evangelisch und verheiratet. Er ist Vater zweier Söhne.

## Partei
Rix trat schon als Schüler 1992 in die SPD ein. Nachdem er seit 1998 dem SPD-Kreisvorstand von Rendsburg-Eckernförde angehörte, wurde er 2002 zum Vorsitzenden des Kreisverbandes gewählt. Dieses Amt übte er bis 2019 aus. Von 2002 bis 2003 gehörte er außerdem dem SPD-Landesvorstand in Schleswig-Holstein an. Von 2011 bis 2017 war Rix Vorsitzender des Landesparteirats der SPD Schleswig-Holstein. Von 2019 bis 2023 war er stellvertretender Vorsitzender der SPD Schleswig-Holstein. Seit 2021 ist Rix Vorsitzender der SPD Eckernförde. Im Mai 2025 wurde Sönke Rix erneut in den Landesvorstand der SPD Schleswig-Holstein gewählt.

## Abgeordneter
Von 1994 bis 2005 gehörte Rix dem Rat seiner Heimatstadt Eckernförde an. Seit 2023 gehört er dem Rat erneut an. Seit 2023 ist er 1. Stadtrat und damit 1. stellvertretender Bürgermeister von Eckernförde.
Sönke Rix war von 2005 bis 2025 Mitglied des Deutschen Bundestages. Sowohl 2005, 2009, 2013 als auch 2017 zog er über die Landesliste Schleswig-Holstein in den Bundestag ein. Rix gehörte dem Ausschuss für Familie, Senioren, Frauen und Jugend und u. a. stellvertretend den Ausschüssen für Bildung und Forschung und Kultur und Medien an. Außerdem war er 2012/2013 Mitglied im Untersuchungsausschuss NSU. Er war Sprecher der SPD-Bundestagsfraktion im Ausschuss für Familie, Senioren, Frauen und Jugend. Ab 2017 war Rix Sprecher der Landesgruppe Schleswig-Holstein der SPD-Bundestagsfraktion. Bei der Bundestagswahl 2021 gewann er erstmals das Direktmandat im Bundestagswahlkreis Rendsburg-Eckernförde. Am 9. Dezember 2021 wurde er zu einem von acht stellvertretenden Vorsitzenden der SPD-Bundestagsfraktion gewählt. Er verantwortete dabei die Bereiche Familie, Senioren, Frauen und Jugend, Bildung und Forschung und ab Oktober 2024 auch die Bereiche Kultur und Medien. Von 2022 bis 2024 war Rix zudem Sprecher der Parlamentarischen Linken innerhalb der SPD-Bundestagsfraktion. 
Im März 2024 gab Sönke Rix bekannt, bei der Bundestagswahl 2025 nicht erneut kandidieren zu wollen. Er schied somit mit der Konstituierung des 21. Bundestags am 25. März 2025 aus dem Bundestag aus.

## Mitgliedschaften
Rix ist u. a. Mitglied bei ver.di und der AWO. sowie bei zahlreichen weiteren Vereinen und Organisationen. Sönke Rix ist in seiner Heimatgemeinde Vorsitzender des Fördervereins der Kirchengemeinde Borby. 